# Massacro di Zmiëvskaja balka
Il massacro di Zmiëvskaja balka (in russo Массовые казни в Змиёвской балке? è un massacro di massa perpetrato a Rostov sul Don nell'agosto 1942, durante la seconda guerra mondiale, dalle forze tedesche d'occupazione. 27.000 uomini, donne e bambini, per la maggior parte ebrei, furono uccisi o soppressi con altri mezzi. Questo è il più grande massacro commesso sul territorio della Repubblica Socialista Federativa Sovietica Russa durante la Shoah. Un memoriale è stato eretto in memoria delle vittime.

## Antefatto
Dall'ordinanza del 1880, gli ebrei sono stati autorizzati a vivere nell'area del Don, iscriversi all'università e occupare i posti di funzionari pubblici. Questi diritti sono stati ridotti quando la città è stata integrata nell'area dell'esercito di Don, ma è rimasta per coloro che si sono stabiliti già nel 1887. Nella seconda metà del XIX secolo la città è cresciuta rapidamente e la sua popolazione è aumentata. La comunità ebraica ha svolto un ruolo decisivo nello sviluppo dell'industria ferroviaria. Nel 1897, gli ebrei rappresentavano il 10% della popolazione con 11.838 cittadini. Nel 1914 il 16%. Erano industriali, commercianti, rappresentanti di professioni libere, ma anche piccoli commercianti e artigiani. Nel 1926, il censimento registra 22.777 ebrei, ossia il 9,8% della popolazione totale.

## Presa della città
La città di Rostov sul Don è stata presa due volte dalle forze armate tedesche durante la seconda guerra mondiale. La prima occupazione fu di breve durata (17-28 novembre 1941) ed i tedeschi non ebbero il tempo di uccidere molti ebrei. Questa prima occupazione delle truppe tedesche è stata organizzata sotto il comando del generale von Kleist. L'attacco ai tedeschi è stato così rapido che ha preso di sorpresa le forze dell'armata rossa. Di conseguenza, gli ebrei rimasero in città senza avere il tempo di partire. I tedeschi cominciarono a cercarli immediatamente. Ma poiché questa prima occupazione è durata solo 11 giorni fino al 28 o al 29 novembre, secondo gli storici, il numero delle vittime è stato di circa mille persone.

## Il massacro di massa
La città è stata presa per la seconda volta il 24 luglio 1942. Il comandante delle forze sovietiche aveva sostenuto che la città non si sarebbe mai arresa, perciò non ritenne necessario evacuare i cittadini. Un consiglio di anziani è stato creato tra la popolazione ebraica che fu diretto da Louré. Molto rapidamente è stato condotto un censimento degli ebrei con l'obbligo di portare la stella ebraica per ogni ebreo che aveva raggiunto l'età di 14 anni.
La direzione generale del massacro di ebrei, prigionieri di guerra e altre vittime in questa regione, svolta dall'Einsatzgruppen "D", è stata affidata dai tedeschi al comandante Walther Bierkamp. La realizzazione concreta dei massacri per fucilazione fu affidata all'Obersturmbannführer Kurt Christman, capo del Sonderkommando (SS) 10-a.
Il 5 e il 6 agosto 1942 i prigionieri di guerra sovietici nelle mani dei tedeschi furono costretti a scavare le tombe a Zmiëvskaja balka, dopo di che furono gettati dopo essere stati fucilati.
Il 9 agosto 1942, è stata pubblicata nel giornale La voce di Rostov un'ordinanza che ordinava alla popolazione ebraica di Rostov di farsi trovare alle 8 di mattina dell'11 agosto nel punto di assembramento per un "cambio di residenza". Venne rassicurato che sarebbero stati trattati bene. Da questo punto di raccolta, in gruppi da 200 a 300 persone, la popolazione è stata trasportata e spinta sulla scena del massacro. Lì, gli adulti sono stati uccisi con un colpo di pistola, mentre alcuni di loro sono stati uccisi nei camion a gas, anche noti come Gaswagen. Per quanto riguarda i bambini, furono uccisi spalmando le loro labbra con un veleno violento. Oltre agli ebrei, un certo numero di non-ebrei furono uccisi con le loro famiglie durante il massacro.
Successivamente i tedeschi uccisero ancora i clandestini, i malati mentali, i prigionieri di guerra e altri cittadini sovietici. Durante il periodo di occupazione, che durò circa 6 mesi fino al febbraio 1943, i tedeschi continuarono a uccidere gli ebrei che non si erano presentati l'11 agosto. La commissione straordinaria di Stato ha segnalato dopo la guerra le procedure e il numero stimato di ebrei uccisi. Secondo la commissione, durante il massacro sono stati uccisi dai 15.000 ai 18.000 ebrei, per un totale di 28.000. In totale, durante il periodo di occupazione, la cifra di 22.000 è citata per il territorio dell'Oblast di Rostov dalla commissione.
Tra le vittime vi era Sabina Špil'rejn, famosa psicoanalista (che frequentò Freud, Jung, Jean Piaget) e le sue due figlie.
Dopo la liberazione della città dall'Armata Rossa, sei mesi dopo, il 14 febbraio 1943, gli ebrei che erano stati evacuati tornarono nella città di Rostov.
Lo storico russo dell'olocausto, Il'ja Al'tman, fornisce per l'estate del 1942 e le tre regioni, cronologicamente l'ultima ad essere stata presa dai tedeschi (l'Oblast di Rostov, Russia meridionale e il Caucaso del Nord o della Ciscaucasia) la cifra totale di 70.000 vittime ebraiche.

## Il memoriale

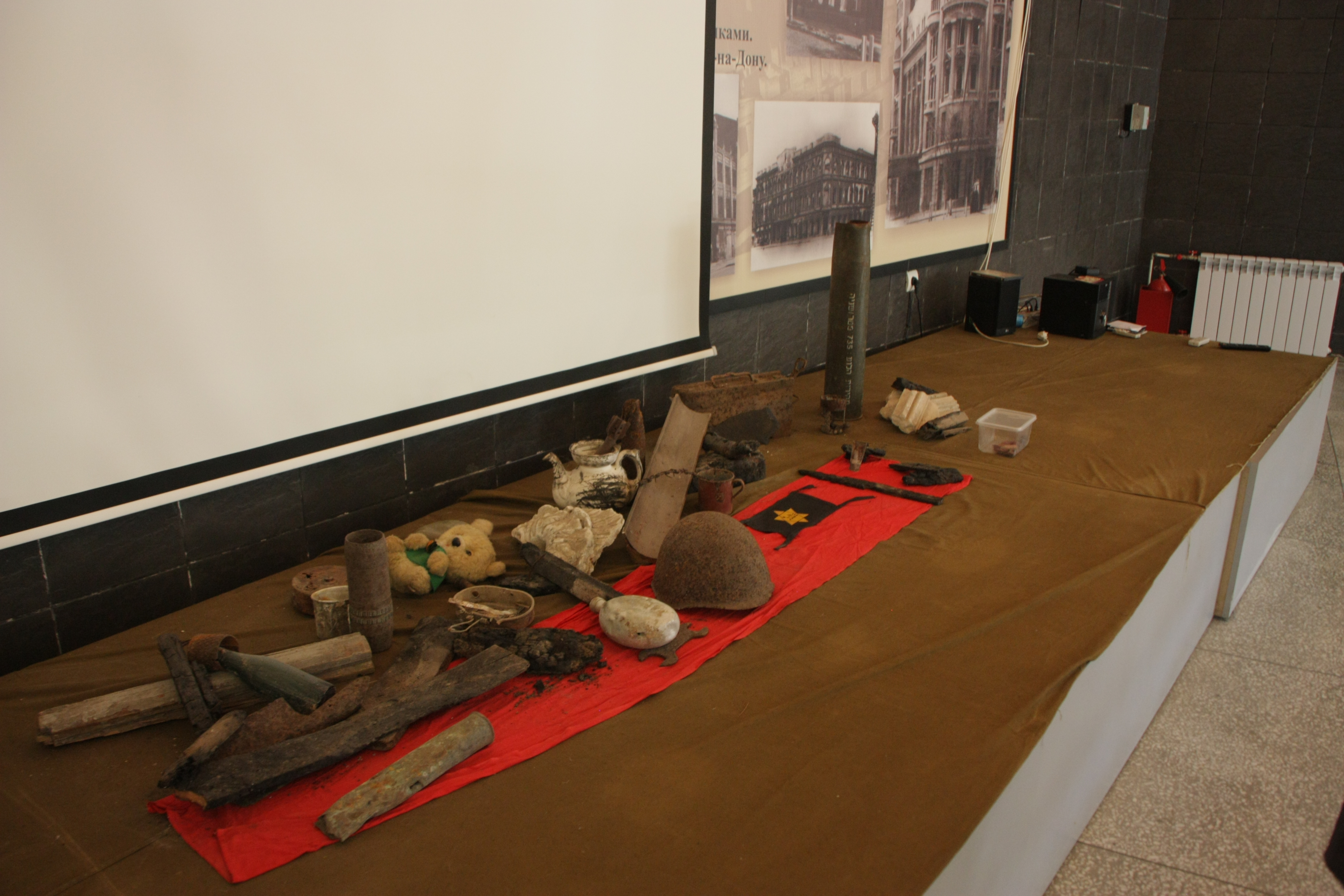
Reperti del museo

Il 9 maggio 1975, venne aperto il memoriale di Zmiëvskaja balka dedicato alle vittime del nazismo. Negli anni novanta e duemila il monumento era in uno stato deplorevole. Il museo era chiuso, le strade intorno all'edificio erano rotte, la fiamma della memoria non funzionava più.
Nel corso del 2009 sono stati intrapresi e completati i lavori per ripristinare il monumento.
Nel 2011, l'antica placca commemorativa è stata sostituita con una nuova. Il testo del precedente datato al 2004 diceva: "L'11 e il 12 agosto 1942, sono stati uccisi 27.000 ebrei. Il monumento eretto è il più importante della shoah in Russia". La nuova targa commemorativa usa invece delle parole "ebrei" le parole "27.000 cittadini di Rostov-on-Don e prigionieri di guerra sovietici".
Nel dicembre 2013, a seguito di una decisione della commissione interministeriale sui nomi delle città e sulla denominazione dei luoghi legati ai simboli della memoria collettiva, l'amministrazione comunale ha deciso di modificare la formulazione del testo sulla targa. Il nuovo testo concordato dovrebbe essere formulato come segue: